# 中村真広
中村 真広（なかむら まさひろ、1984年11月10日 - ）は、日本の実業家。株式会社ツクルバ共同創業者・元代表取締役ファウンダー。

## 人物・経歴
千葉県生まれ。小学校・中学校と受験を経験し、2003年開成高等学校卒業。2007年東京工業大学工学部建築学科卒業。2009年東京工業大学大学院建築学専攻修了。学部では藤村龍至がティーチングアシスタントとなり、そのまま塚本由晴研究室で学んだ。
2009年コスモスイニシア入社。同年デザイン事務所のア・プリオリに入社。2011年村上浩輝とツクルバを共同創業し、代表取締役CCOに就任。中古マンション売買仲介サイトowcamoの運営にあたった。2020年ツクルバ代表取締役ファウンダー。2021年取締役・共同創業者。

## 著作
著書に「場のデザインを仕事にする」「PUBLIC PRODUCE 「公共的空間」をつくる7つの事例」「シェアをデザインする: 変わるコミュニティ、ビジネス、クリエイションの現場」「自分とつながる。チームとつながる。: エモーショナルなつながりがつくる幸せな働き方」。